# Matthijs Vermeulen
Matthijs Vermeulen (Matheas Christianus van der Meulen) (Helmond, Países Bajos; 8 de febrero de 1888-Laren, 26 de julio de 1967), fue un compositor y crítico de música neerlandés.

## Vida
Matthijs Vermeulen era el hijo mayor de un herrero. Después de la escuela primaria su plan era de suceder a su padre, pero durante una enfermedad grave su interés para la religión empezó a crecer. Inspirado por su entorno católico, decidió ser sacerdote. En el seminario, donde un profesor le iniciaba en los principios del contrapunto de los maestros polífonos del siglo XVI, se manifestó su verdadera vocación: la música. Renunció a una carrera eclesiástico y dejó el seminario. En el año 1907 se fue a Ámsterdam, el centro musical de los Países Bajos. Se presentó al director del conservatorio, Daniël de Lange, quien reconoció su talento, dando las clases gratis durante dos años.
En 1909 Vermeulen empezó a escribir para el periódico De Tijd. La calidad de sus críticas llamó la atención de Alphons Diepenbrock, quien le recomendó a la revista semanal progresista De Amsterdammer. Ahí Vermeulen se reveló como un defensor de la música de Debussy, de Mahler y de Diepenbrock, al que él más tarde llamó su 'maître spirituel' (maestro espiritual).
Durante los años 1912-1914 Vermeulen componía su 'obra 1', la Primera Sinfonía. En esta obra ya usó la técnica que iba a usar toda su vida: la polimelodía. El tenor de sus textos, hechos en 1917, para sus primeras cuatro canciones, demuestran la aversión de Vermeulen en cuanto a la violencia de la guerra. Asimismo en las recenciones en De Telegraaf, de lo que era jefe de la redacción de Arte y Letras, demostraba que para él, la política y la cultura no se puede separar nunca. La polemíca de Vermeulen contra la orientación limitada de la vida musical en Holanda, es decir la orientación a Alemania, le causaba problemas. Después de presentar su Primera Sinfonía al admirado Willem Mengelberg, fue rechazado por él en manera desdeñosa, después de haber esperado un año. Así que en Ámsterdam la obra musical de Vermeulen no tenía ningunas posibilidades. El estreno por la Arnhemsche Orkest Vereeniging, en marzo de 1919, iba en una manera deplorable, causado por varias circunstancias. No obstante poco tiempo después Vermeulen empezó su Segunda Sinfonía, y un año después dijo adiós al periodismo para dedicarse – con soporte económico de sus amigos – completamente a la música. Después de una última invocación a Mengelberg, Vermeulen y su familia se fueron a Francia en 1921, teniendo la esperanza de allí encontrar un entorno más favorable a su música. Ahí terminó su Tercera Sinfonía y componía el Trío de Cuerdas y la Sonata de Violín.
Pero tampoco en la práctica musical francés había sitio para representar sus obras sinfónicas; por fuerza de las circunstancias Vermeulen volvió al periodismo. En 1926 fue nombrado corresponsal en París para el Soerabaiasch Handelsblad, un periódico de las entonces Indias neerlandesas. Durante catorce años, escribió dos artículos extensos cada semana, tratando de una gran variedad de asuntos, la mayoría no siendo musicales. Positivo fue, en 1930, el encargo de componer la música de la fiesta de aqua De Vliegende Hollander a base del texto de Martinus Nijhoff, para un lustro de la Universidad de Leiden. Nuevo años después hubo otro estímulo por el estreno de su Tercera Sinfonía por la Orquesta Real del Concertgebouw (Ámsterdam) dirigida por Eduard van Beinum. La confrontación con los sonidos reales, esperada durante tanto tiempo, le confirmó a Vermeulen el funcionamiento correcto de sus conceptos. Durante los años 1940-1944 componía su Cuarta y su Quinta Sinfonía, de las simbolisaron los títulos, Les victoires y Les lendemains chantants, la confianza de Vermeulen a un buen fin de la guerra.
En el otoño de 1944 Vermeulen encontró unos golpes fuertes. En poco tiempo se le perdieron su mujer y su hijo más querido, Josquin, quien cayó en el ejército de libertad francés. Su diario Het enige hart escribe en forma conmovedora el proceso de luto. Buscando el sentido de estas pérdidas, Vermeulen diseñó una construcción filosófica, la que elaboró más en su libro Het Avontuur van den Geest.
En 1946 Vermeulen se casó con Thea Diepenbrock, hija de su anterior tutor, y empezó de nuevo a trabajar por De Groene Amsterdammer en Holanda. Sus artículos sobre la música son de los más arrebatantes escritos en este terreno. En 1949 adquirió atención como compositor, cuando su Cuarta y su Quinta Sinfonía fueron representadas.
La política y la sociedad siempre fueron asuntos que le interesaban a Vermeulen apasionadamente. El ambiente sofocante de la guerra fría le afectaba más y más. Temía una confrontación nuclear y en varias revistas alzó la voz contra la carrera de armamento. Durante la primera grande manifestación por la paz, en 1955, dijo las palabras características: "La bomba atómica es una arma anti-Vida, anti-Dios, anti-Ser Humano."
La representación de la Segunda Sinfonía (premiado en el Concurso Reina Elisabeth - Bruselas - de 1953) en el Holland Festival de 1956, precedió a un nuevo periodo de creatividad. Vermeulen, su esposa, y su hija se mudaron a Laren, un sitio más rural, donde componía la Sexta Sinfonía, y después unas varias canciones y el Cuarteto de Cuerdas.
Su última obra, la Séptima Sinfonía, con su título Dithyrambes pour les temps à venir, expresa un optimismo inextirpable. Después de una enfermedad agotadora el compositor soe murió en el 26 de julio de 1967.

## Característicos de su estilo
En sus obras Vermeulen siempre ha centrado en la melodía. Así que sus sinfonías desde el principio hasta el final expresan una corriente interminable de melodías, con un carácter y aparencia muy variada. La mayoría es “asimétrica”, según el principio de “declamación libre”: normalmente la curva de la melodía y la longitud de las dos siguientes frases son diferentes. Muchas veces Vermeulen combina melismas largas, así formando una melodía ininterrumpida, de la que falta cualquier referencia a épocas o estilos restringidos.
Las muchas pasajes con un ritmo libre, que se libran de una clasificación fija de compases por sus figuras y enlaces antimétricos, son llamativas. Pero ellas, en otros lugares, encuentran unas melodías breves, con un pulso muy claro.
El funcionamiento sutil de los clímaxes y las alternancias entre tensión y aflojamiento, muchas veces soportado por la harmonía, es característico de su obra.
En sus escritos Vermeulen dibuja un paralelo entre melodía y individuo: "La melodía es un movimiento de emociones registrado en tonos." En el pensamiento de Vermeulen, una composición polífona y polimelódica tiene la significación de una representación musical de una sociedad. Combinando varias melodías independientes, el compositor expresaba su deseo para la sociedad humana: que cada individuo se pudiese expresar y desarrollar, sin alguna violación de las posibilidades de desarrollo de los otros.
Su amor de la libertad y su deseo de innovación ya pronto le inspiraron a Vermeulen de dejar la tonalidad y a rechazar las esquemas tradicionales. La Sonata Primera de Violoncelo (1918) a veces ya enseña la atonalidad libre que determine la melodía y harmonía de su obra desde la Sinfonía Segunda (1919-1920). A diferencia de Arnold Schönberg, Vermeulen no optaba por usar un sistema nuevo, sino trabajaba solamente desde los datos temáticos para lograr a tener un desarrollo tanto lógico como intuitivo en su material. Así que sus sinfonías (y lo mismo se puede decir de su música de cámara) son muy distintas en su construcción. No obstante tienen una carga en común de fuerza, energía, lírica y arrebatemiento, resultando del objetivo que tenía Vermeulen: componer como forma de elogio a la belleza de la tierra y el asombro de la vida, igual que hicieron los maestros de periodos anteriores. Además, parecido que ellos, crear una música que apela a la espiritualidad del hombre, que le trae emociones de felicidad, y que le pone en contacto con la fuente de la vida: el Espíritu Creador. Estos ideales grandes, formulados en el libro Princiepen der Europese muziek y también en artículos innumerables, chocaron totalmente con los movimientos vigentes, de modo que Vermeulen no tenía seguidores o alumnos.
Aparte del ‘mensaje’ estético y ético, las sinfonías de Vermeulen ofrecen una combinación ingeniosa de melodías, un sonido orquestal muy animado con descubrimientos instrumentales originales, terrenos de sonidos fascinantes, una innovadora armonía paralela, y una interesante técnica de cánones.

## Obras

### Sinfonías
- Sinfonía n.º 1,  Symphonia Carminum  (1912-1914)
- Sinfonía n.º 2,  Prélude à la nouvelle journée (1920)
- Sinfonía n.º 3,  Thrène et Péan (1921)
- Sinfonía n.º 4,  Las Victorias  (1941)
- Sinfonía n.º 5,  Les lendemains chantants (1945)
- Sinfonía n.º 6,  Les minutes heureuses  (1958)
- Sinfonía n.º 7,  Ditirambos para los tiempos por venir  (1965)

### Otros trabajos
- On ne passe pas, para tenor y piano (1917)
- Les filles du roi d'Espagne, para mezzo-soprano y piano (1917)
- El soldado, para barítono y piano (1917)
- La veille, para mezzo-soprano y piano (1932: versión con orquesta) (1917)
- Sonata para chelo y piano  (1918)
- Trio à cordes  (trío de cuerdas) (1923)
- Sonata para piano y violín  (1925)
- De Vliegende Hollander, para declamación, coro y orquesta (1930; 1950: solo para orquesta)
- Segunda sonata para piano y chelo  (1938)
- Tres saludos a nuestra señora, para mezzo-soprano y piano (1941)
- El balcón, para mezzo-soprano o tenor y piano (1944)
- Préludes des origines, para barítono y piano (1959)
- Cuarteto: para 2 violines, viola y chelo  (cuarteto de cuerdas) (1961)
- Tres canciones de amor de 1962 para voz media y piano  (para mezzo-soprano y piano